# Favorit
A favorit egy magyar nemesítésű csemegeszőlőfajta. 1950-ben Chasselas Queen Victoria White és a szőlőskertek királynője muskotály keresztezésével állították elő Szegedi Sándor és munkatársai.

## Leírása
Tőkéje erős növekedésű, ritka vesszőzetű, jó termőképességű. Fürtje közép-nagy (160 gramm), tetszetős megjelenésű, közepesen tömött, vállas. Igen korán, már augusztus első felében érik. Cukor-sav összetétele kedvező, íze nagyon finom, a darazsaktól, madaraktól nehezen védhető meg. Jól csomagolható és szállítható piacos fajta. Vesszői fagyérzékenyek, rothadásra kevésbé hajlamos.